# Mônica e Cebolinha – No Mundo de Romeu e Julieta
Mônica e Cebolinha – No Mundo de Romeu e Julieta é um filme brasileiro de 1979, dirigido por José Amâncio. O filme é baseado pelo Romeu e Julieta, de William Shakespeare, e a série de histórias em quadrinhos de mesmo nome de Maurício de Sousa, estrelada pela Turma da Mônica. Foi originalmente encenada no teatro em 1978, com uma adaptação em quadrinhos ilustrada por Emy T. Acosta e outra em LP pela Editora Abril saindo no mesmo ano. A adaptação em longa-metragem da peça foi filmada em Ouro Preto, como um especial de Dia das Crianças na Rede Bandeirantes. Junto com A Rádio do Chico Bento foi a única adaptação inspirada em Maurício de Sousa feita completamente em live-action, antes da série iniciada pelo filme Turma da Mônica - Laços. A história é tanto uma adaptação quanto uma paródia - a cena do balcão é interrompida pelos roncos do pai Capuleto, e Mônica não gosta do final trágico usado por Shakespeare, e vai atrás do Príncipe de Verona para conseguir um final feliz. Na revista Turma da Mônica Jovem, no volume 9, Mônica e Cebola também fazem estes papéis mas alguém entra na conversa e muda os planos.

## Personagens
| Mauricio    | Shakespeare                             | Nome do personagem                      |
| ----------- | --------------------------------------- | --------------------------------------- |
| Cebolinha   | Romeu Montéquio                         | Romeu Montéquio Cebolinha               |
| Mônica      | Julieta Capuleto                        | Julieta Monicapuleto                    |
| Cascão      | Frei Lourenço                           | Frei Cascão                             |
| Magali      | Angélica, a Ama de Julieta              | Ama Gali                                |
| Anjinho     | Benvólio Montéquio                      | Anjinho Benvólio Montéquio              |
| Xaveco      | Príncipe Escalo de Verona               | Príncipe Xaveco de Verona               |
| Chico Bento | Tebaldo Capuleto                        | Chico Bentaldo Capuleto                 |
| Zé Lelé     | Mercúcio                                | Zé Lelé Mercúcio                        |
| Zé da Roça  | Mensageiro do Príncipe Escalo de Verona | Mensageiro do Príncipe Xaveco de Verona |
| Hiro        |                                         | Hiro                                    |

## Enredo
Em Verona, Itália, viviam duas famílias rivais, os Montéquio e os Capuleto. Constantes confrontos levaram o Príncipe Xaveco a proibir brigas e duelos entre ambas, com a promessa de castigar quem violasse a paz. Anjinho Benvólio é convidado para um baile de máscaras na casa dos Capuleto - e Romeu Montéquio Cebolinha resolve ir para lá disfarçado (com uma máscara de Cebolinha). Lá dentro Romeu esbarra em Julieta Monicapuleto, que se apaixona por ele. Após um encontro no balcão, ela decide se casar com Romeu - e ele fica relutante, só mudando de ideia após ser espancado pelo Frei Cascão. Após um casamento que só sai pela noiva estar armada com um coelhinho, Romeu e Frei Cascão correm para disputar o campeonato de bola de gude. Lá, Romeu briga com Chico Bento Tebaldo, primo de Julieta, e é expulso da cidade. Desesperada, Julieta pede para o Frei bolar um plano infalível - e ele decide consultar Romeu e Julieta. Mas como o livro acaba com os dois protagonistas mortos, Mônica não gosta e vai atrás do Príncipe Xaveco, que após uma surra decide perdoar Romeu.

## Músicas
Música e letras por Marcio A. Sousa e Yara Maura.
1. Começa a Peça
2. Sambão de Romeu e Julieta
3. A Valsa do Encontro
4. Tema de Julieta
5. Sou o Lomeu
6. Samba do Fruto Proibido
7. Cena do Balcão
8. Rock do Frei Cascão
9. Acho uma Graça
10. Era uma vez um coelhinho encardido
11. Vou Botar meu pé no Chão
12. Triste Final
13. Uma Explosão de Amor

## Edições da versão em quadrinhos
Editora Abril
- Especial Mônica e Cebolinha no Mundo de Romeu e Julieta — nov/78
- Cebolinha #82 — out/79 e Mônica #115 — nov/79 (adaptação em duas partes com cortes)
- Almanaque da Mônica #31 — dez/86 (adaptação com cortes)

Editora Globo
- Coleção Um Tema Só #4: Mônica Superestrela — nov/93
- Gibizão da Turma da Mônica #6 — mai/97
- Clássicos da Literatura Turma da Mônica #1 — out/05

Editora Panini
- Livro Turma da Mônica Romeu e Julieta — set/09